# Wengyuan
Wengyuan, även romaniserat Yungyün, är ett härad i Shaoguans stad på prefekturnivå i provinsen Guangdong i sydöstra Kina.  Den ligger omkring 160 kilometer nordost om provinshuvudstaden Guangzhou.
Wengyuan är indelat i åtta köpingar (zhen).
- Bazi (坝仔镇)
- Guandu (官渡镇)
- Jiangwei (江尾镇)
- Longxian (龙仙镇)
- Tielong (铁龙镇)
- Wengcheng (翁城镇)
- Xinjiang (新江镇)
- Zhoupi (周陂镇)